# Die Barrings
Die Barrings ist ein deutsches Spielfilmdrama aus dem Jahre 1955 von Rolf Thiele nach der gleichnamigen Romanvorlage von William von Simpson (1937) mit Dieter Borsche und Nadja Tiller sowie eine Reihe von bekannten Altstars in den Hauptrollen.

## Handlung
Ostpreußen zur Jahrhundertwende. Fried von Barring, der Sohn eines ostpreußischen Rittergutsbesitzers, verliebt sich in die extravagante Gerda von Eyff, deren Familie in wirtschaftlichen Schwierigkeiten steckt. Gegen den Willen seines Vaters heiratet er die anspruchsvolle und kapriziöse Frau. Das Eheglück hält nicht allzu lang vor, da die genusssüchtige wie lebenslustige Gerda ihre Verschwendungssucht derart übertreibt, dass  nach dem Tod des alten Archibald von Barring das Rittergut erst in eine schwere finanzielle Krise gerät und dann sogar verkauft werden muss. Zu spät erkennt Fried von Barring, dass er mit Gerda die falsche von Eyff geheiratet hatte und deren jüngere Schwester Gisa viel besser zu ihm gepasst hätte.
Eines Tages kommt es beinah zu einem schweren Unglück, bei dem Gisa fast von galoppierenden Pferden über den Haufen gerannt und zu Tode getrampelt wäre. Im letzten Moment kann Fried seine Schwägerin vor diesem grässlichen Tod bewahren. Dabei wird er aber selbst schwer getroffen und bleibt verletzt liegen. Nach langer Pflege muss Fried sich damit abfinden, dass er wohl für den Rest seines Lebens gelähmt bleiben wird. Bevor seine Frau Gerda, die es nicht mehr länger in Ostpreußen aushält, nach Berlin zieht, stirbt Fried. Gerda aber hat nur noch den Wunsch, in der Reichshauptstadt eine Dame der großen Gesellschaft zu werden.

## Produktionsnotizen
Die Barrings entstand vom 20. Juli bis zum 2. September 1955 im Filmatelier Göttingen, in Göttingen und Umgebung sowie in Verden an der Aller und wurde am 27. Oktober 1955 in Hannover uraufgeführt. Die deutsche Fernseherstausstrahlung fand am 9. Dezember 1963 im ZDF statt.
Produzent Ludwig „Luggi“ Waldleiner übernahm auch die Produktionsleitung. Die Filmbauten entwarf Walter Haag. Hannes Staudinger war einfacher Kameramann unter Günther Anders’ Chefkamera. Charlotte Flemming erstellte die Kostüme. Für den Wahl-Göttinger und Theaterintendant Heinz Hilpert war dieser Film eine seiner letzten Auftritte vor der Kinofilmkamera.
Die Geschichte wurde von Thiele 1956 mit „Friederike von Barring“ fortgesetzt.

## Auszeichnungen
Die FBL verlieh dem Film das Prädikat wertvoll.

## Kritiken
„William von Simpsons ostpreußischer Familienroman ‚Die Barrings‘ bot mit einer unseligen Ehe und dem Verfall eines Gutes zwar keine Filmhandlung, statt dessen aber einen teuren Rahmen für die Heimkehr Dieter Borsches aus französischen in deutsche Ateliers: Er spielt wieder, wie früher, den korrekten und gehemmten, dennoch leidenschaftlichen Edelmann. Überraschend, wie die ehemalige Schönheitskönigin Nadja Tiller ihre Rolle einer gierigen und harten Frau bewältigt.“

„[Nadja Tiller] ist nicht nur eine aparte Erscheinung, sie besticht auch durch eine überraschende Wandlungsfähigkeit, die sie als Charakterspielerin von Rang ausweist. Die sympathischen und unsympathischen Züge, die jugendliche Leichtfertigkeit des Anfangs und später dann die langsame Verhärtung, das alles wächst in einer diffizilen Studie zu einer nahtlosen Einheit.“

Paimann’s Filmlisten resümierte: „Roman einer unglücklichen Ehe: ohne landläufige Liebesgeschichte aber mit Gesellschafts- und Zeitkritik (die politische des Vorwurfes wurde eliminiert). Seriöse Schauspieler, zu sparsame Zeichnung der Umwelt.“

„Der Niedergang einer ostelbischen Adelsfamilie im späten 19.Jahrhundert infolge der Verschwendungssucht einer eingeheirateten jungen Frau. Der populäre ostpreußische Familienroman (1937) von William von Simpson als kunstgewerbliches Seelendrama konventioneller Machart, das zu seiner Entstehungszeit ein großer Publikumserfolg war.“